# Ivan Ljavinec

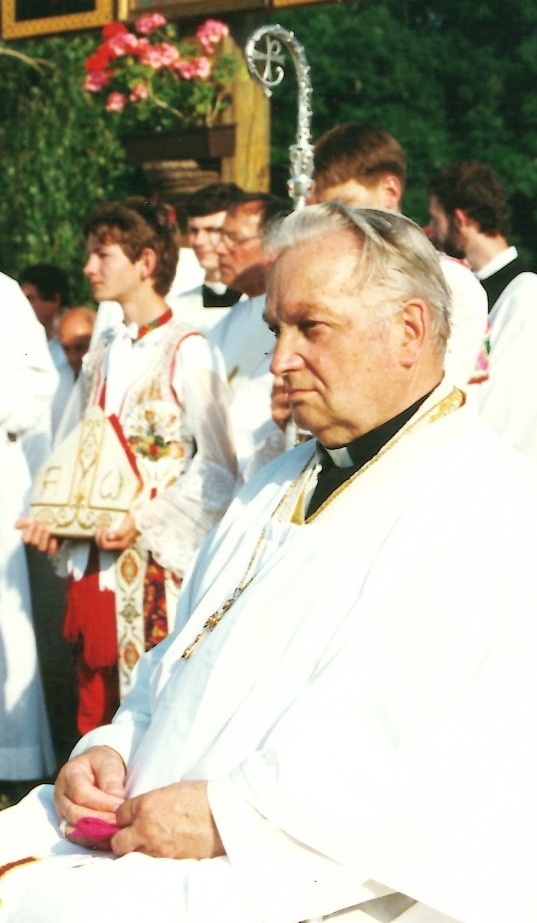
Ivan Ljavinec 1996

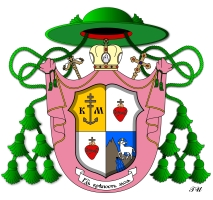
Bischofswappen

Ivan Ljavinec (* 18. April 1923 in Volovec, Karpatenukraine; † 9. Dezember 2012) war ein Griechisch-Katholischer Geistlicher und Apostolischer Exarch von Tschechien.

## Leben
Ivan Ljavinec studierte nach seinem Schulabschluss in Mukatschewo Theologie in Uschhorod und Wien. Er empfing am 28. Juli 1946 durch Pavol Peter Gojdič, Erzbischof von Prešov, die Priesterweihe. Nach russischer Okkupation seiner Heimat, der Karpatenukraine, siedelte er sich zunächst im slowakischen Prešov an und wurde Sekretär von Pavol Gojdič. Zudem war er Herausgeber des Magazins Blahovistnik and Zorja. 1949 wurde er Spiritual des Priesterseminars in Prešov.
Nach dem Verbot der Katholischen Ostkirchen nach dem Zweiten Weltkrieg durch die kommunistischen Regime und der Inhaftierung von Bischof Pavol Gojdič sowie Weihbischof Vasiľ Hopko im Jahre 1950 war Ivan Ljavinec als Generalvikar höchster Repräsentant seiner Kirche. 1955 wurde auch Ljavinec inhaftiert und ein Jahr später zu vier Jahren Arbeitslager verurteilt. Nach seiner Freilassung hatte er Aufenthalts- und Berufsverbot in den Distrikten von Košice und Prešov. In Prag war er als Handwerker tätig. Zusammen mit František Tomášek, dem Erzbischof von Prag, kämpfte er mit Erfolg für eine Wiederzulassung der Ostkirchen nach Byzantinischem Ritus. 1969 wurde er Pfarrer der St.-Clemens-Kirche in Prag. 1993 wurde er zum Administrator der Ostkirchen nach Byzantinischem Ritus in Tschechien ernannt.
Papst Johannes Paul II. ernannte ihn am 18. Januar 1996 zum Titularbischof von Acalissus und zum ersten Apostolischen Exarchen der Ostkirchen nach Byzantinischem Ritus von Tschechien sowie zum ersten Apostolischen Exarch der Griechisch-Katholischen Kirche in Tschechien. Der Sekretär der Kongregation für die orientalischen Kirchen Miroslav Stefan Marusyn spendete ihm am 30. März 1996 in der Basilika San Clemente in Rom die Bischofsweihe; Mitkonsekratoren waren Giovanni Coppa, Apostolischer Nuntius in Tschechien und der Slowakei, und Irynej Bilyk OSBM, Weihbischof in Iwano-Frankiwsk.
Am 23. April 2003 nahm Papst Johannes Paul II. seinen altersbedingten Rücktritt an.